# 龍峰駅
龍峰駅（りょうほうえき、中文表記: 龙峰站、英文表記: Longfeng station）は、中華人民共和国湖南省長沙市長沙県にある長沙地下鉄6号線の駅である。

## 駅周辺
- 人民東路二段
- 北師大長沙付属学校（空港城校区）
- 湖南都市職業学院（中国語版）
- 長沙高級技工学校
- 長沙県黄花鎮黄龍小学
- 長沙県第六中学